# Галиев, Рифат Муллагалиевич
Рифа́т Муллагали́евич Гали́ев (26 июня 1971) — советский, узбекистанский и российский футболист, нападающий.

## Карьера
В 1988 году был в составе клуба «Пахтакор». В 1989 году выступал за СКА-РШВСМ, провёл 21 матч, забил 1 гол. С 1990 по 1991 год играл за «Пахтакор», в его составе стал серебряным призёром Первой лиги, и затем выступал в Высшей лиге СССР. Всего за ташкентский клуб в союзных лигах провёл 46 встреч и забил 11 мячей, из них 13 игр и 2 гола в Высшей лиге. Затем выступал за «Пахтакор» в чемпионате Узбекистана, играл и забивал в чемпионском сезоне 1992 года и в «серебряном» сезоне 1993 года.
Сезон 1995 года провёл в «Кубани», в 24 матчах забил 1 мяч. С 1996 по 1998 год играл за казанский «Рубин» как легионер из Узбекистана, в 73 встречах забил 11 голов. В 1999 году пополнил ряды клуба «Коломна», где затем выступал на протяжении 2-х лет, проведя в сезоне 2000 года 14 игр и забив 1 мяч.

## Достижения
- Чемпион Узбекистана: 1992
- Вице-чемпион Узбекистана: 1993
- 2-е место в Первой лиге СССР (выход в Высшую лигу): 1990